# Restio mahonii
Restio mahonii là một loài thực vật có hoa trong họ Restionaceae. Loài này được (N.E.Br.) Pillans miêu tả khoa học đầu tiên năm 1945.